# Николаевка (Томский район)
Никола́евка — деревня в Томском районе Томской области России.
Входит в состав Октябрьского сельского поселения. Население 71 чел. (2021) .

## География
Находится на юго-востоке региона, в лесной местности, вблизи р. Речица.

## История
В соответствии с Законом Томской области от 12 ноября 2004 года № 241-ОЗ деревня вошла в состав образованного Октябрьского сельского поселения.

## Население
| 2002 | 2008 | 2009 | 2010 | 2011 | 2012 | 2013 | 2014 | 2015 |
| ---- | ---- | ---- | ---- | ---- | ---- | ---- | ---- | ---- |
| 79   | ↗81  | →81  | ↘76  | →76  | ↗77  | ↗87  | ↗90  | ↘86  |
| 2021 |      |      |      |      |      |      |      |      |
| ↘71  |      |      |      |      |      |      |      |      |

## Инфраструктура
Сельское хозяйство, в перспективе строительство селекционного центра ЗАО «Сибирская Аграрная Группа в д. Николаевка».
Есть холодное водоснабжение, насосная. 92 % жилых домов имеют ввод холодной воды. Отопление в домах печное.
Личное подсобное хозяйство.
Детей из д. Николаевка подвозят в МБОУ «Октябрьская средняя общеобразовательная школа».

## Транспорт
50 % дорог с твердым покрытием.